# Ch'oe Kwang
Đây là một tên người Triều Tiên, họ là Choe.
Ch'oe Kwang (còn viết là Choe Gwang, Choi Kwang, 최광, 崔光, Thôi Quang, 17 tháng 7 năm 1918 - 21 tháng 2 năm 1997) là một nhà chính trị, nhà quân sự người Triều Tiên. Ông đã giữ nhiều trọng trách của nước Cộng hòa Dân chủ Nhân dân Triều Tiên.
- Ch'oe Kwang sinh tháng 7 năm 1918 tại La Tiên.
- Tháng 2 năm 1948, ông làm sư đoàn trưởng Sư đoàn 1 Quân đội Nhân dân Triều Tiên (QĐNDTT).
- Từ tháng 9 năm 1948, ông trở thành đại biểu Quốc hội Cộng hòa Dân chủ Nhân dân Triều Tiên.
- Tháng 6 năm 1950, ông làm sư đoàn trưởng Sư đoàn 13 QĐNDTT
- Tháng 10 năm 1952, làm hiệu trưởng một Trường Sĩ quan
- Tháng 10 năm 1953, ông làm sư đoàn trưởng sư đoàn 5 QĐNDTT
- Tháng 1 năm 1954, ông được thăng Trung tướng, làm Tham mưu trưởng Quân đoàn 1 QĐNDTT
- Tháng 4 năm 1956, ông trở thành Ủy viên Dự khuyết Trung ương Đảng Lao động Triều Tiên
- Tháng 6 năm 1958, ông làm Tư lệnh Quân chủng Không quân
- Tháng 6 năm 1960, ông được thăng Thượng tướng
- Tháng 9 năm 1961, ông trở thành Ủy viên Trung ương Đảng
- Tháng 9 năm 1962, ông trở thành Thứ trưởng Bộ Bảo vệ Dân tộc (Bộ Quốc phòng)
- Tháng 2 năm 1963, ông được thăng Đại tướng, Tổng tham mưu trưởng QĐNDTT
- Tháng 10 năm 1966, ông được bầu làm Ủy viên Dự khuyết Bộ Chính trị
- Tháng 12 năm 1967, ông được bầu làm đại biểu quốc hội
- Tháng 3 năm 1969, ông bị cách hết mọi chức vụ, bị sung làm công nhân mỏ.
- Tháng 4 năm 1976, ông được khôi phục, làm Chủ tịch Hội đồng nhân dân tỉnh Hwanghae Nam.
- Tháng 10 năm 1980, ông lại được bầu làm ủy viên trung ương, ủy viên dự khuyết bộ chính trị
- Tháng 3 năm 1981, ông làm Phó Thủ tướng
- Tháng 4 năm 1982, ông kiêm thêm chức Bộ trưởng Bộ Thủy sản
- Tháng 2 năm 1988, ông được thăng Đại tướng, Tổng tham mưu trưởng, Ủy viên Ủy ban Quân sự Trung ương Đảng Lao động Triều Tiên
- Tháng 5 năm 1990, ông được bầu làm ủy viên Bộ Chính trị, Phó Chủ tịch Hội đồng Quốc phòng
- Tháng 4 năm 1992, ông được thăng Phó Nguyên soái
- Tháng 10 năm 1995, ông được thăng Nguyên soái, Bộ trưởng Bộ Võ lực Nhân dân (Bộ Quốc phòng)

Ch'oe Kwang qua đời ngày 21 tháng 2 năm 1997.